# Balbinos
Balbinos is een gemeente in de Braziliaanse deelstaat São Paulo. De gemeente telt 4.697 inwoners (schatting 2009).